# ویکتور پیتسورکا
ویکتور پیتسورکا (رومانیایی: Victor Pițurcă؛ زادهٔ ۸ مهٔ ۱۹۵۶) بازیکن سابق و مربی فوتبال اهل رومانی است.
از باشگاه‌هایی که در آن بازی کرده‌است می‌توان به باشگاه فوتبال استوا بخارست و باشگاه فوتبال لانس اشاره کرد.
وی همچنین در تیم ملی فوتبال رومانی بازی کرده‌است.